# Johnny Schuth
Pour les articles homonymes, voir Schuth.
Jean Schuth dit Johnny Schuth, né à Saint-Omer le 7 décembre 1941, est un footballeur français, évoluant au poste de gardien de but. Bien qu'il fût sélectionné avec l'équipe de France à la Coupe du monde 1966 en Angleterre, il ne vécut aucun match avec les Bleus. 

## Biographie
Il est le troisième gardien de l'équipe de France lors de la Coupe du monde 1966, mais il ne joue jamais avec les Bleus. Il fait partie d'une lignée de gardiens : son père Herbert est gardien du FC Metz en 1938 et son fils Philippe, décédé en 2002, est gardien notamment à Metz, Nancy et Strasbourg. 
Gardien du Racing Club de Strasbourg pendant 10 saisons de 1961 à juin 1971, il remporte la Coupe de France en 1966. Il a termine sa carrière professionnelle au FC Metz où il joue deux saisons 71-72 et 72-73.
Au total, Schuth dispute 294 matchs en 1re division : 249 matchs pour le RC Strasbourg et 45 en faveur du FC Metz.

## Palmarès
- Vainqueur de la Coupe de France en 1966 avec le RC Strasbourg